# Mouttagiáka
Mouttagiáka (grec moderne : Μουτταγιάκα) est un village de Chypre de plus de 2 939 habitants.